# Hydrocyphon nakanei
Hydrocyphon nakanei es una especie de coleóptero de la familia Scirtidae.

## Distribución geográfica
Habita en  Japón.